# Chaussée romaine de Bavay à Trèves
La chaussée de Bavay à Trèves est une des sept chaussées Brunehaut rayonnant autour de Bavay, d’une longueur totale de 80 kilomètres. Elle est absolument rectiligne jusqu'à Morialmé (53 kilomètres). Les historiens sont unanimes pour y voir une voie romaine, et la prolonger jusque Trèves par Dinant, sans toutefois s’entendre sur les détails de son parcours.

## Communes traversées
1. Bavay : « Rue de Maubeuge » → N49 →
2. La Longueville : N49 → « Rue François Biot » → « Route de Feignies » →
3. Feignies« Rue de Blaton » → « Rue de la Chaussée Brunehault » → occupé par le complexe sportif E. Eloy → 50 m. de chemin → coupé par le chemin de fer → perdu
4. Maubeuge : « Rue de l’école Maternelle Mons » → « Ruelle Lenglet » → ruban buissonnant → Chemin → perdu
5. Boussois : « Rue Eugène Chimot » → « Rue Anatole France » → « Chemin des Marpigneaux » → traversée de la Sambre canalisée →
6. Marpent
7. Erquelinnes : chemin
8. Beaumont : « Chaussée Brunehault »
9. Thuin : « rue Brunehault »
10. Florennes (Morialmé) : chemin

...

## Description
.

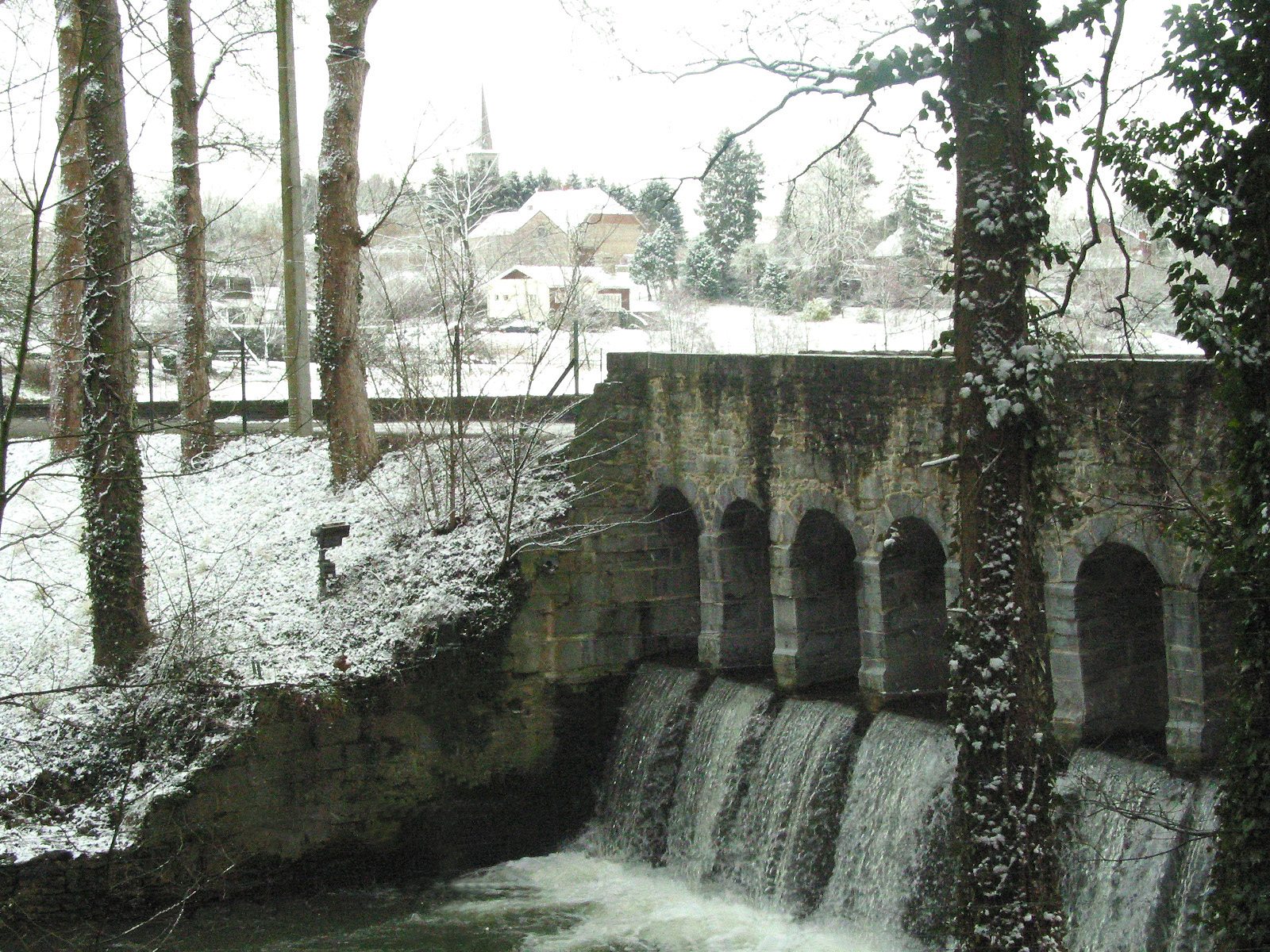
« Le pont romain » de Montignies-Saint-Christophe

Elle n’est mentionnée ni dans la table de Peutinger ni dans l’Itinéraire d’Antonin. Cette voie absolument rectiligne est bien visible sur les vues aériennes depuis Bavay jusqu’au-delà de Laneffe (53 km). Appelée simplement « Grant Cauchie » en 1191, on trouve en l’an 1286 « le Cauchie Brunehaut », toutes deux aux environs de Maubeuge. On quitte Bavay par la route de Maubeuge D95 puis N49 que l’on abandonne à son premier virage pour gagner Feignies où elle porte le nom de rue de la Chaussée Brunehault. Au-delà du village elle se devine seulement par la teinte des cultures. Au nord de Maubeuge elle est irrémédiablement perdue sous les lotissements de L’Épinette mais y survit tout de même dans la ruelle Lenglet. À nouveau perdue dans les champs, elle réapparaît à Boussois où elle constitue la rue principale. Au sortir du village, le chemin des Marpigneaux conduit la chaussée droit sur son premier obstacle : la Sambre. On la retrouve seulement à 4 km sur l’autre rive, bien dans son axe, mais ce n’est qu’un vague chemin souvent déficient jusqu’à Montignies-Saint-Christophe où quelques touristes admirent le dit « Pont Romain ». Peu après on trouve le lieu-dit La Havette qui justifie la chaussée d’Avette de l´ancienne colonne de Bavay. Havée est un nom  courant pour un chemin creux (du latin excavata). Nouvel hiatus de 4 km, avant d’en retrouver un beau tronçon d’une dizaine de kilomètres au nord de Strée (du latin strata) sous l’aspect d’un chemin nommé « Chaussée romaine » sur la carte IGN (52/6). Perdue encore mais décelable çà et là, elle nous offre un dernier tronçon de 2,5 km entre Laneffe et Morialmé (rue le Fourniat, rue au Fir, puis chemin agricole). Les archéologues estiment unanimement qu’elle devait se prolonger jusqu'à la Meuse (à 25 km) en l'atteignant à Dinant par la Chaussée romaine, dénomination dont ils ont la paternité. Ensuite, chacun y va de son invention pour la conduire jusque Trèves. On peut aussi supposer qu’elle ne s’est jamais prolongée au-delà de Morialmé, région où l’exploitation du minerai de fer a marqué le paysage depuis l’Antiquité.
Les historiens de la région de Bastogne considèrent que l'axe (sud-)est - (nord-)ouest qui semble traverser leur ville faisait également partie de cette chaussée.

## Galerie photographique
Les photos se suivent depuis Bavay jusqu’à Morialmé et sont toutes géo-localisées.

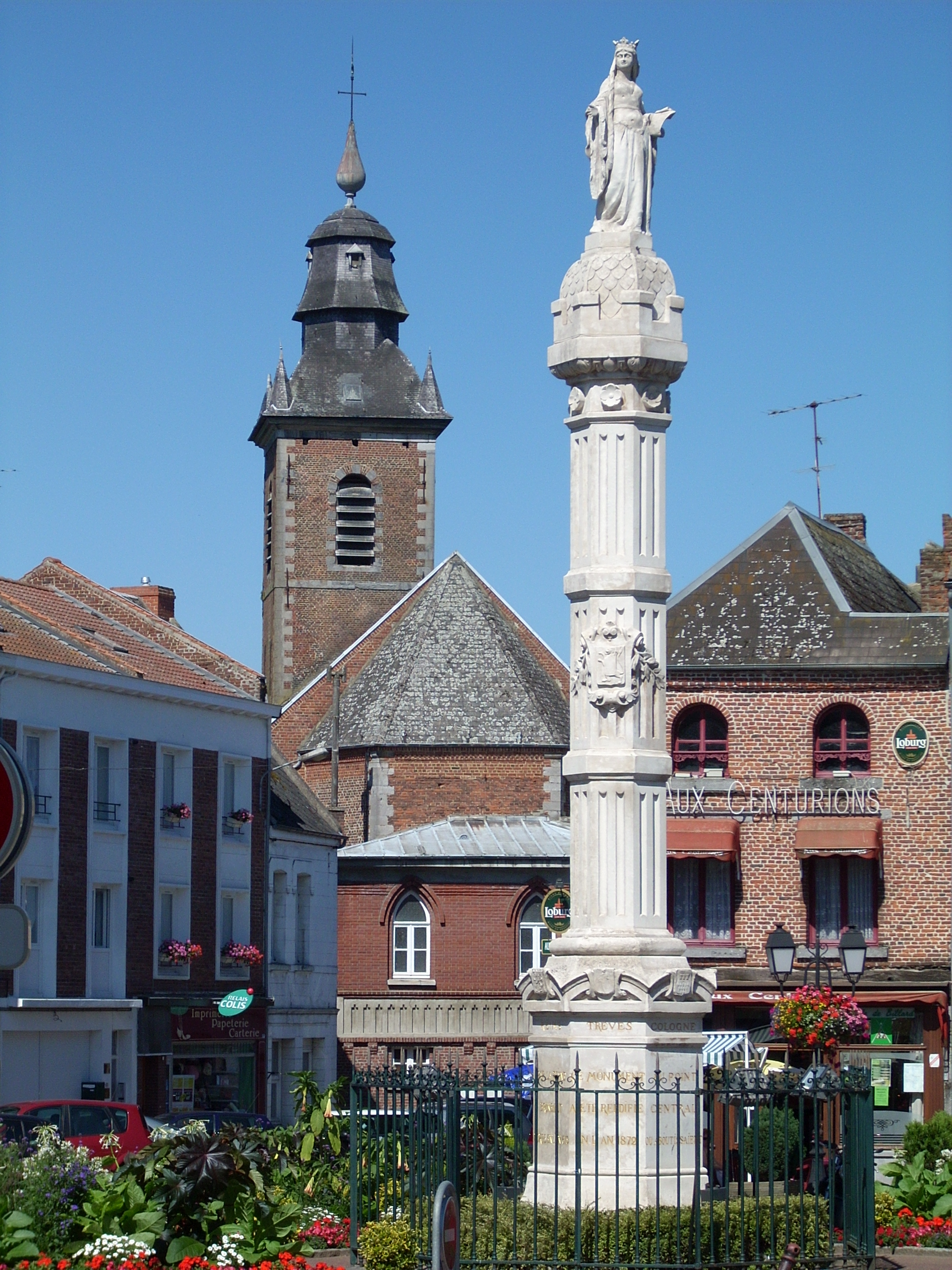
Bavay, La Colonne Brunehaut
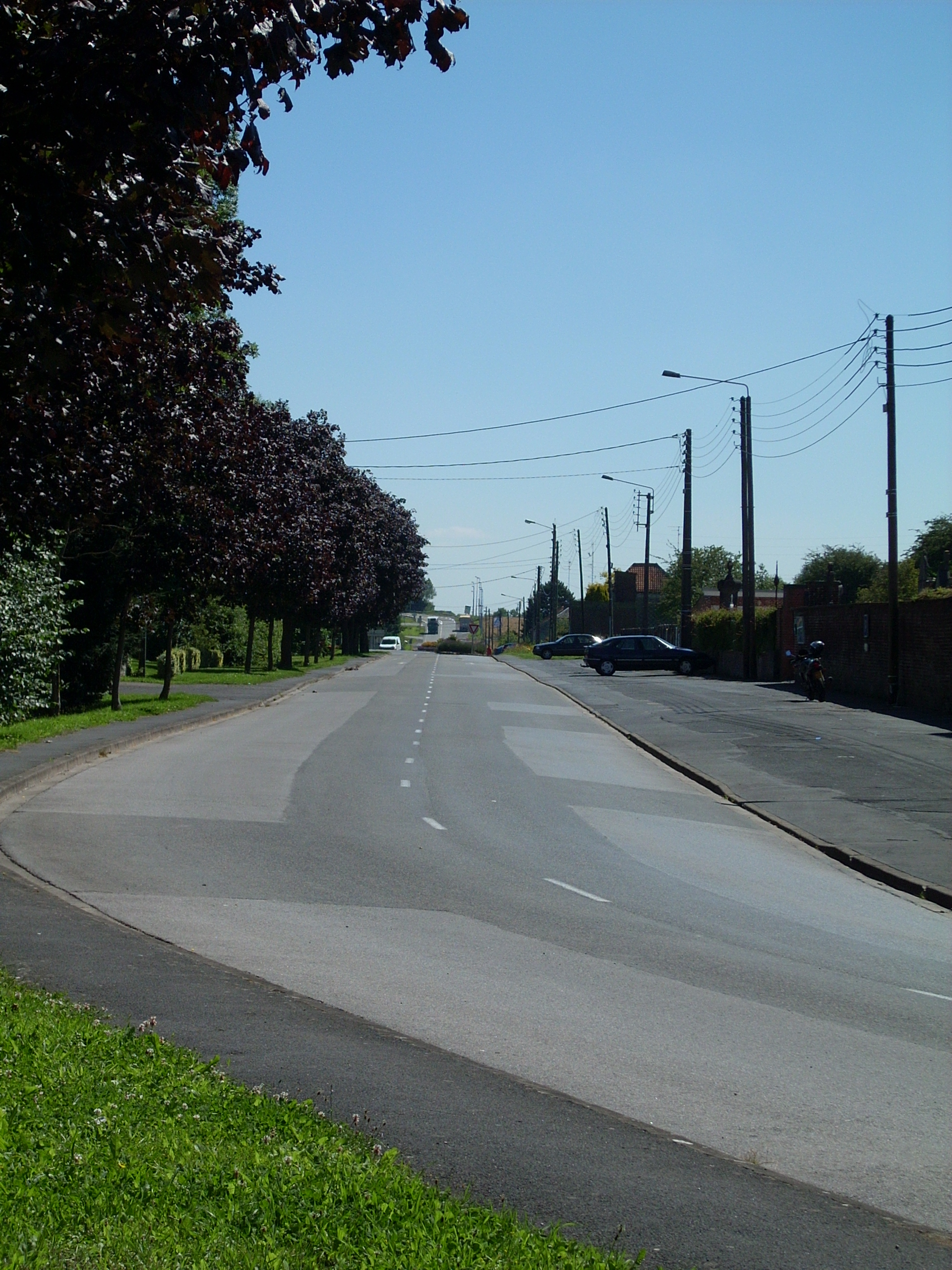
Bavay, rue de Maubeuge
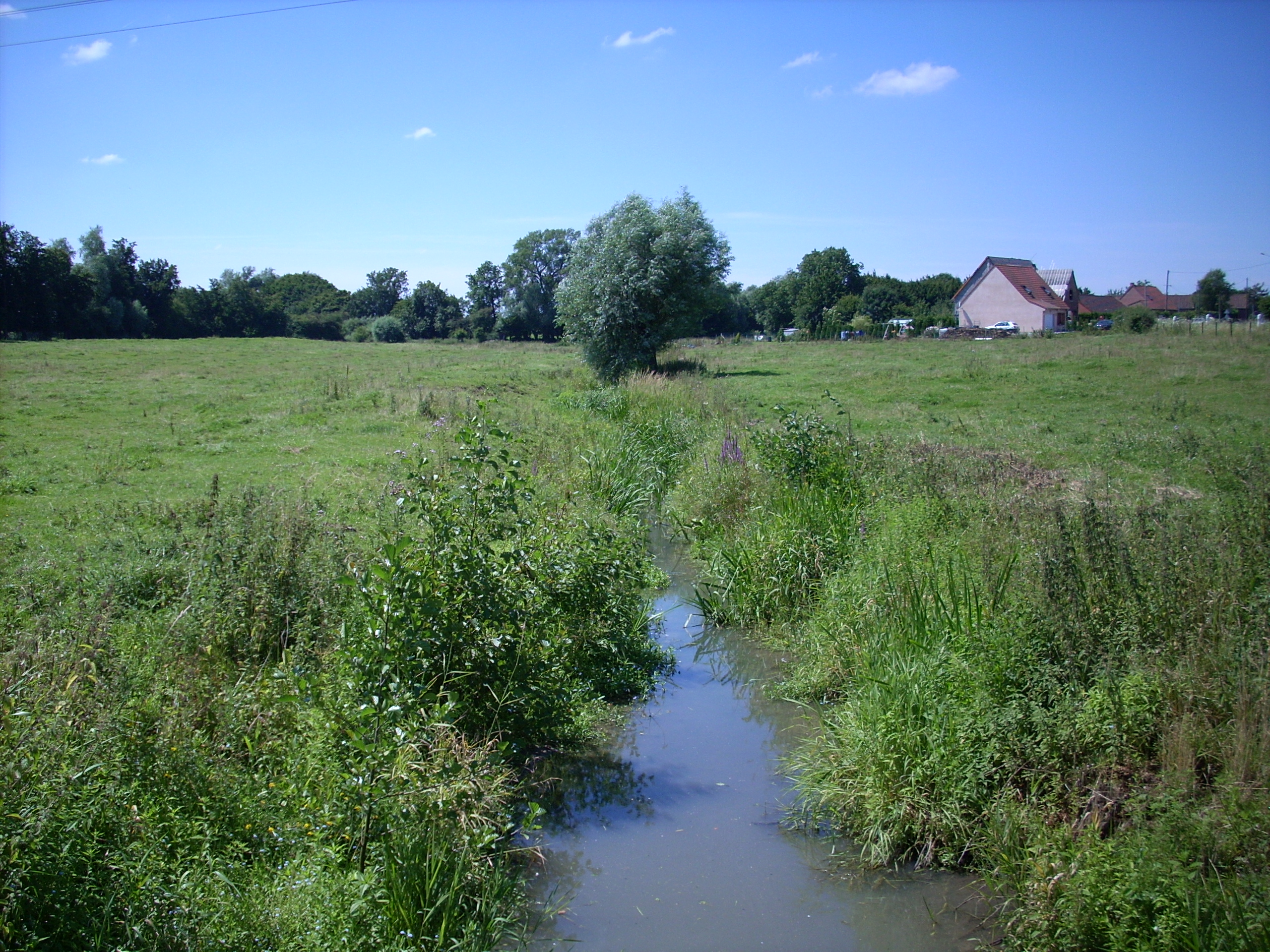
Feignies, La « chaussée Brunehaut » venant de la droite près des maisons, traversait une première fois la « Flamenne » près du saule.
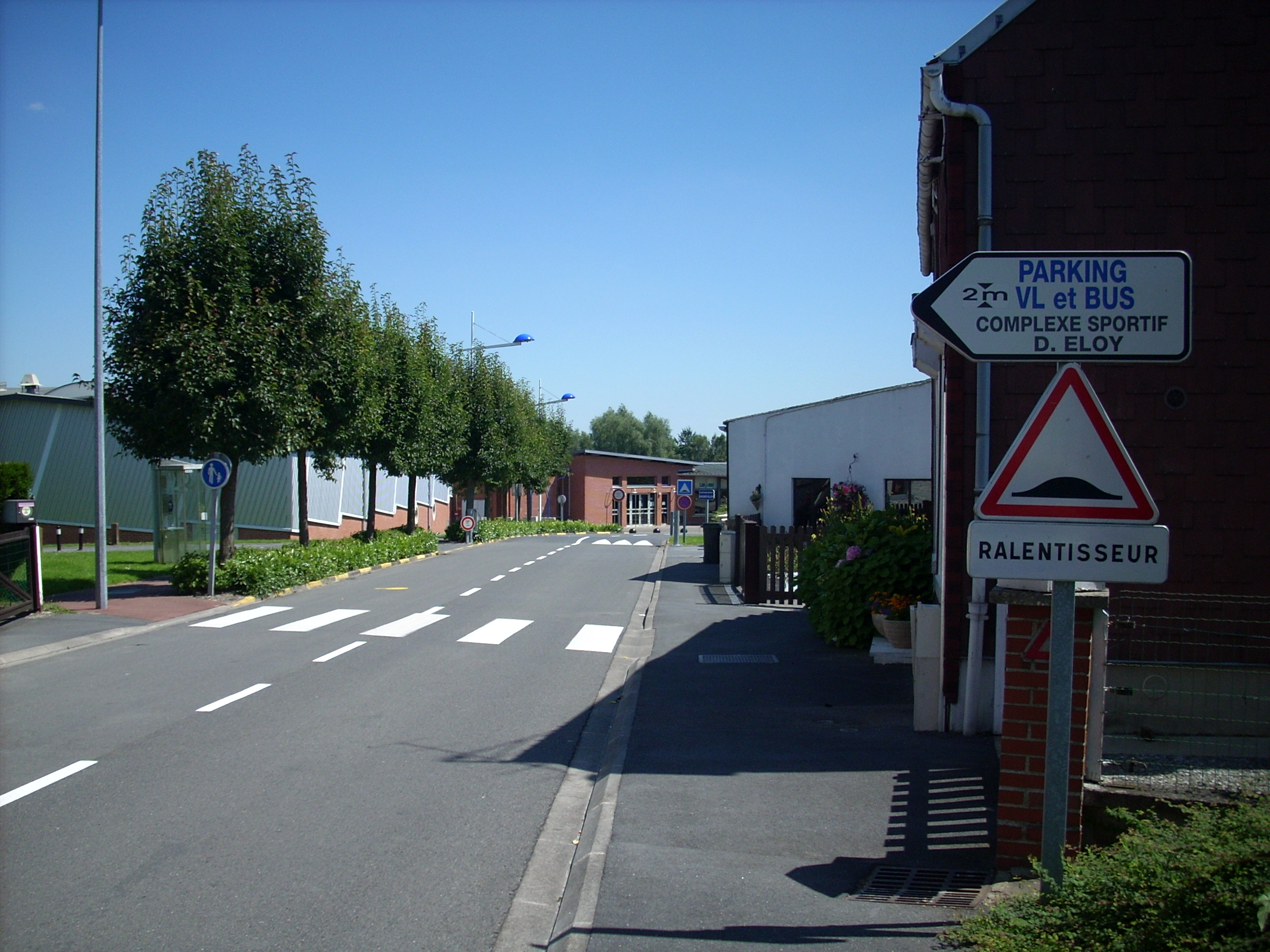
Feignies, rue de la chaussée Brunehault
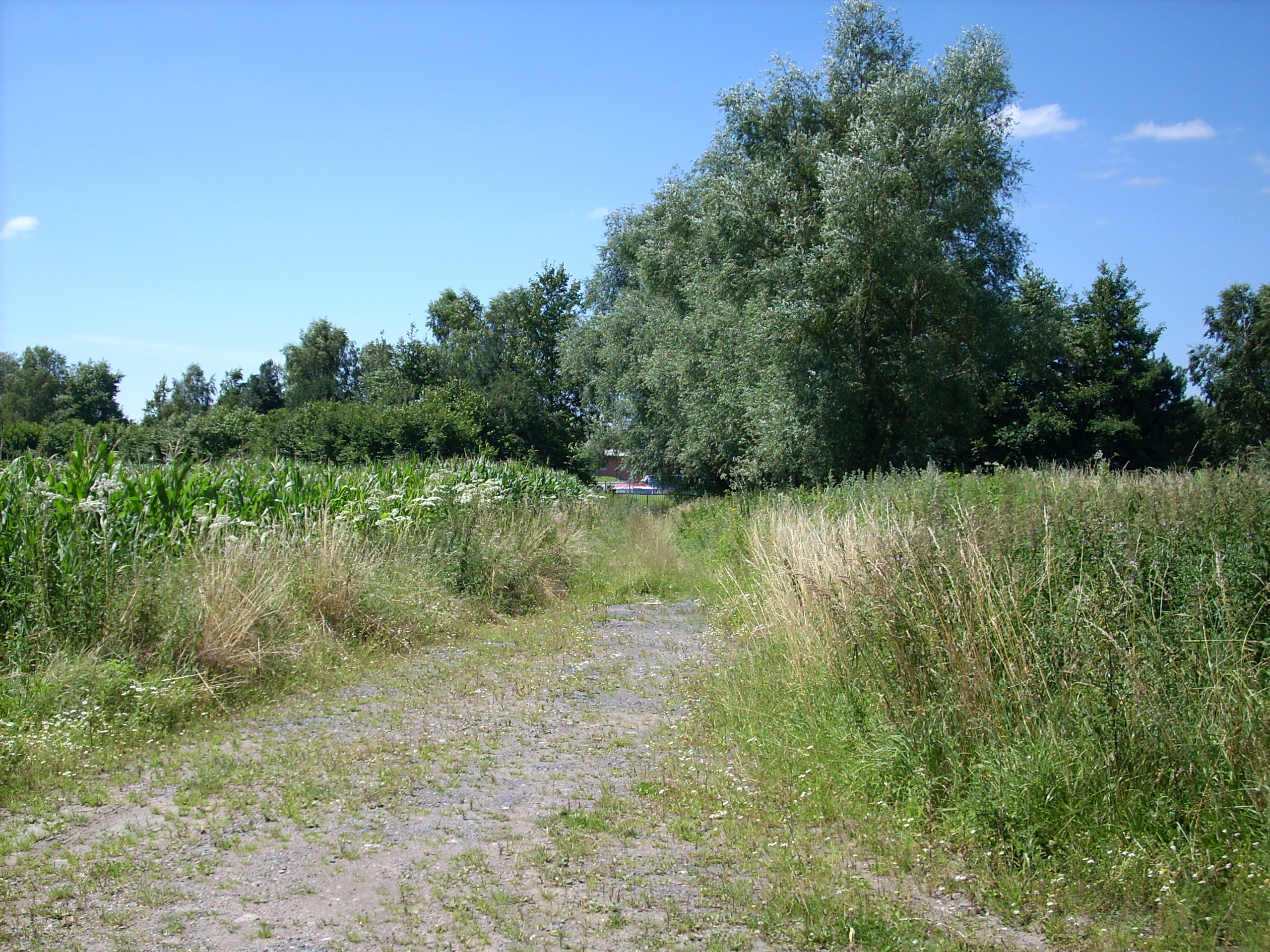
Feignies, chaussée Brunehault, chemin au-delà du centre sportif E. Eloy
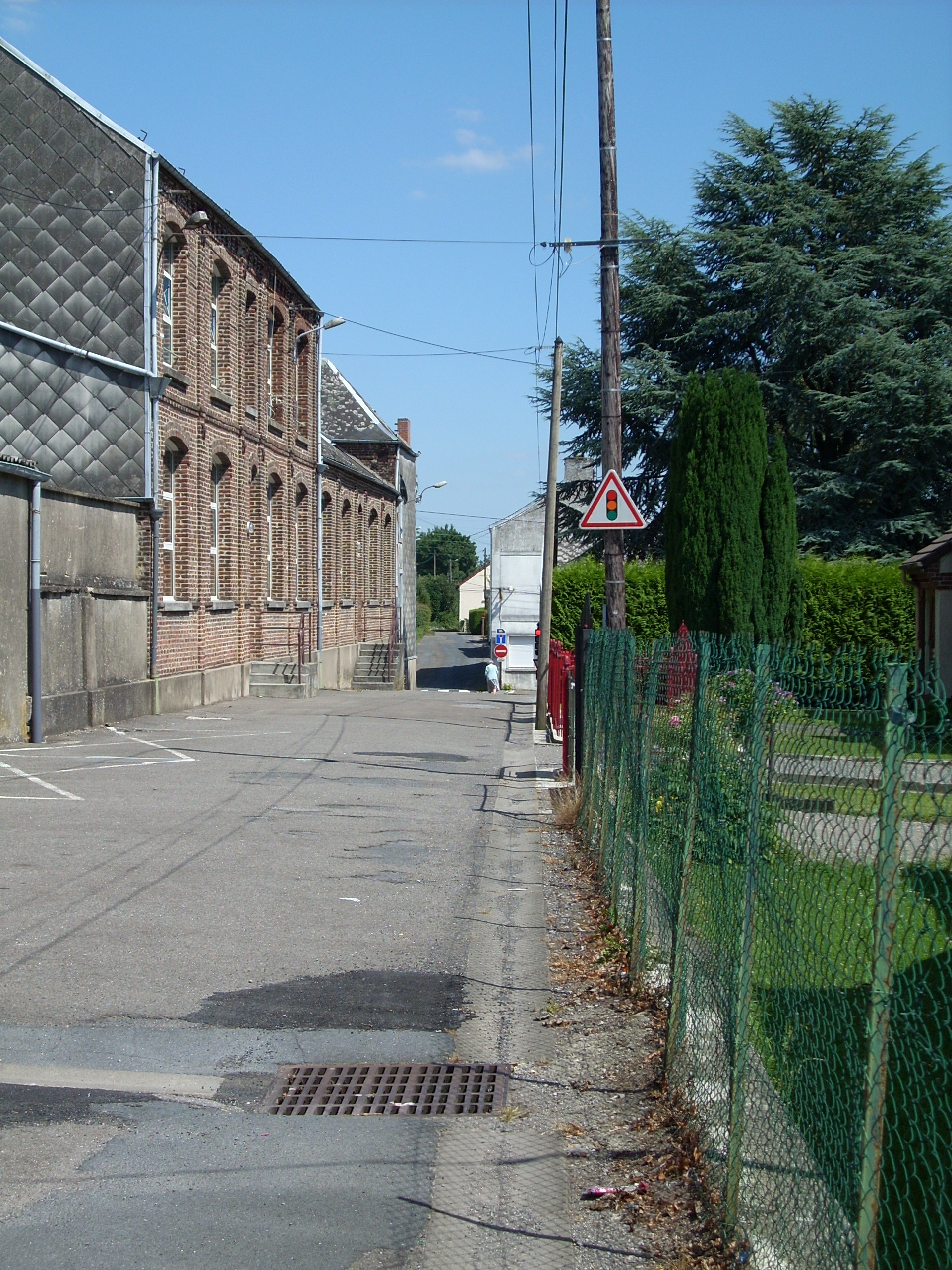
Maubeuge, ruelle Lenglet
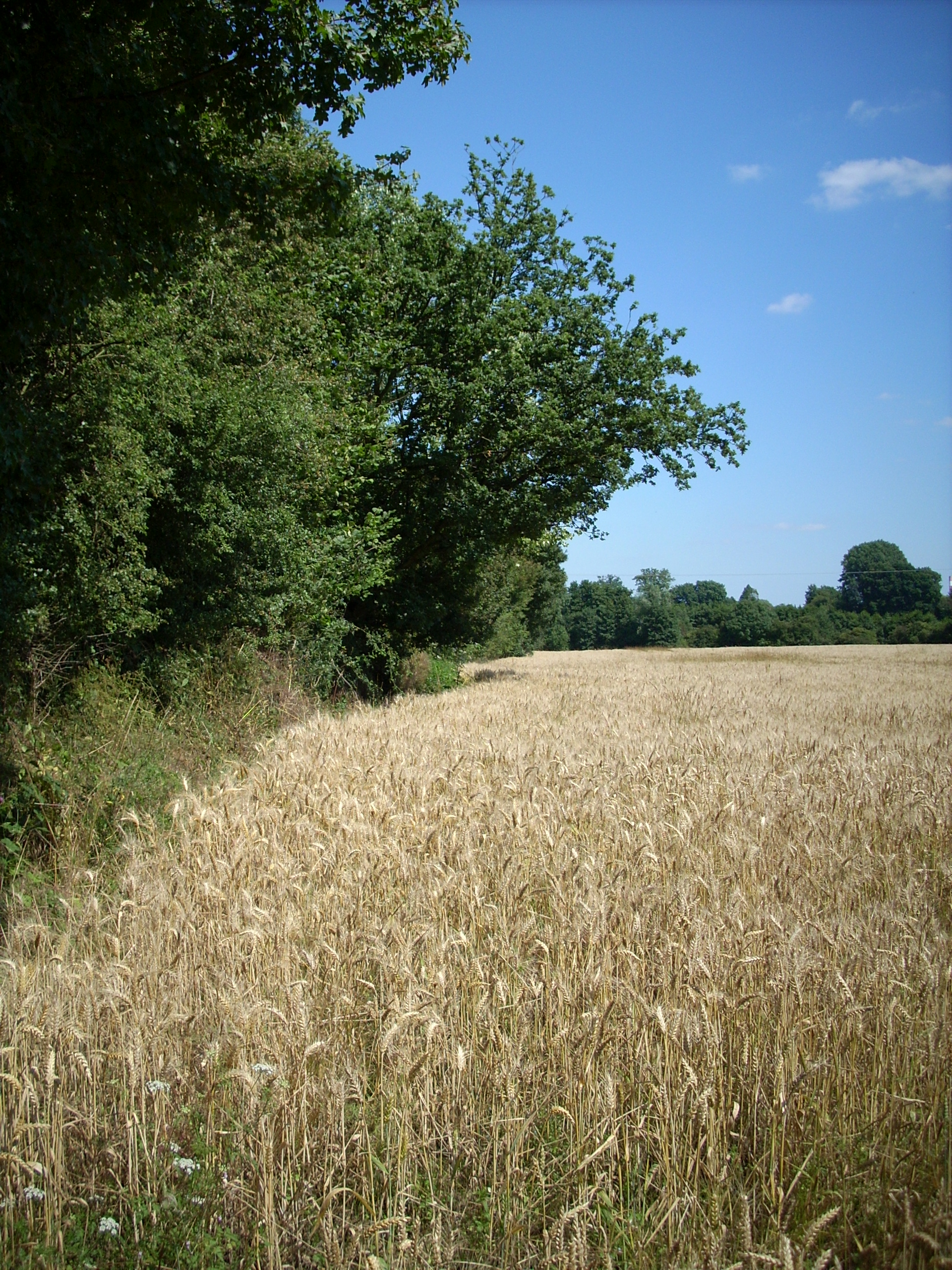
Maubeuge, au-delà de la ruelle Lenglet, la chaussée Brunehaut est un ruban de végétation sauvage.
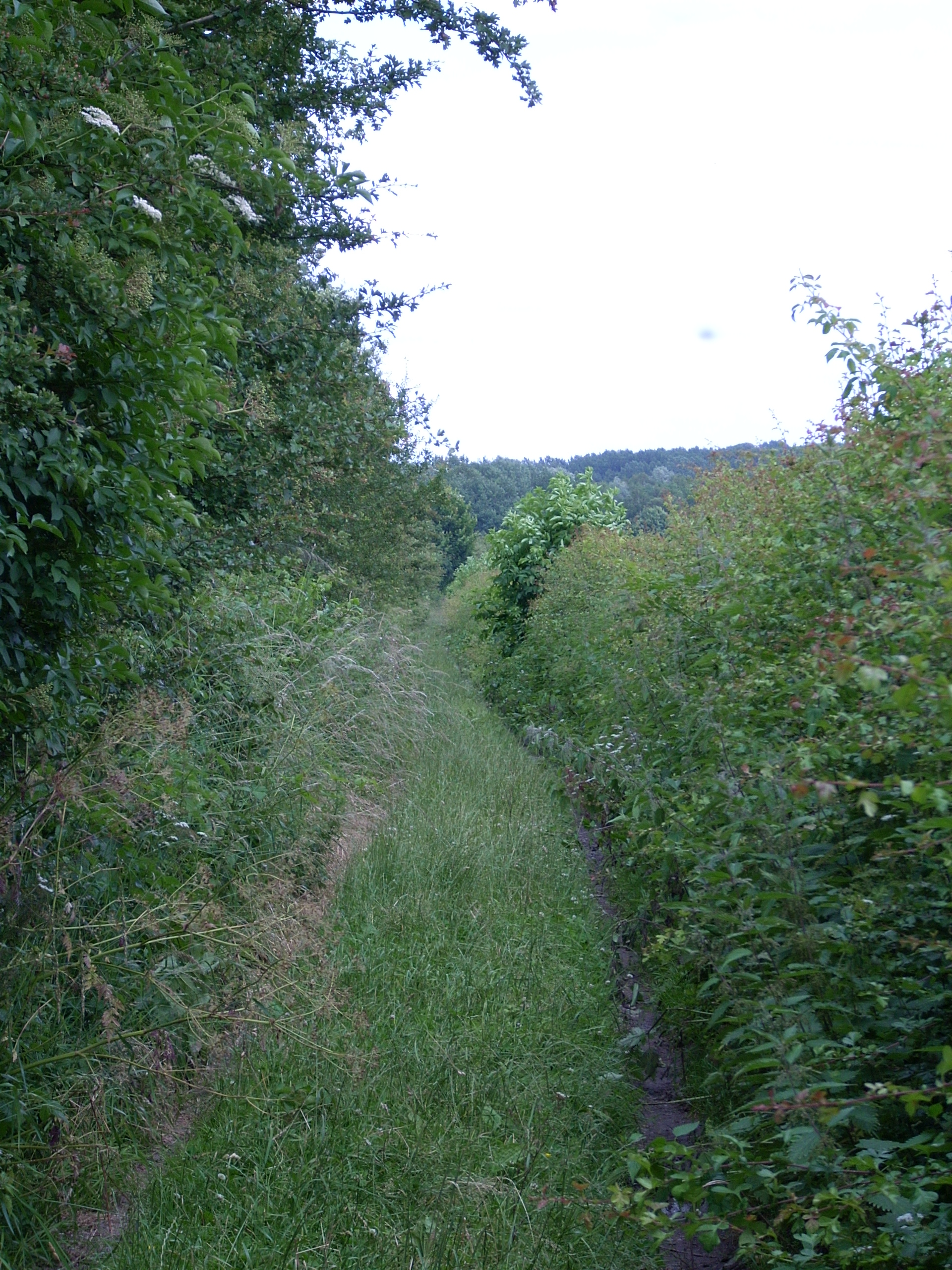
Boussois, chemin des Marpigneaux
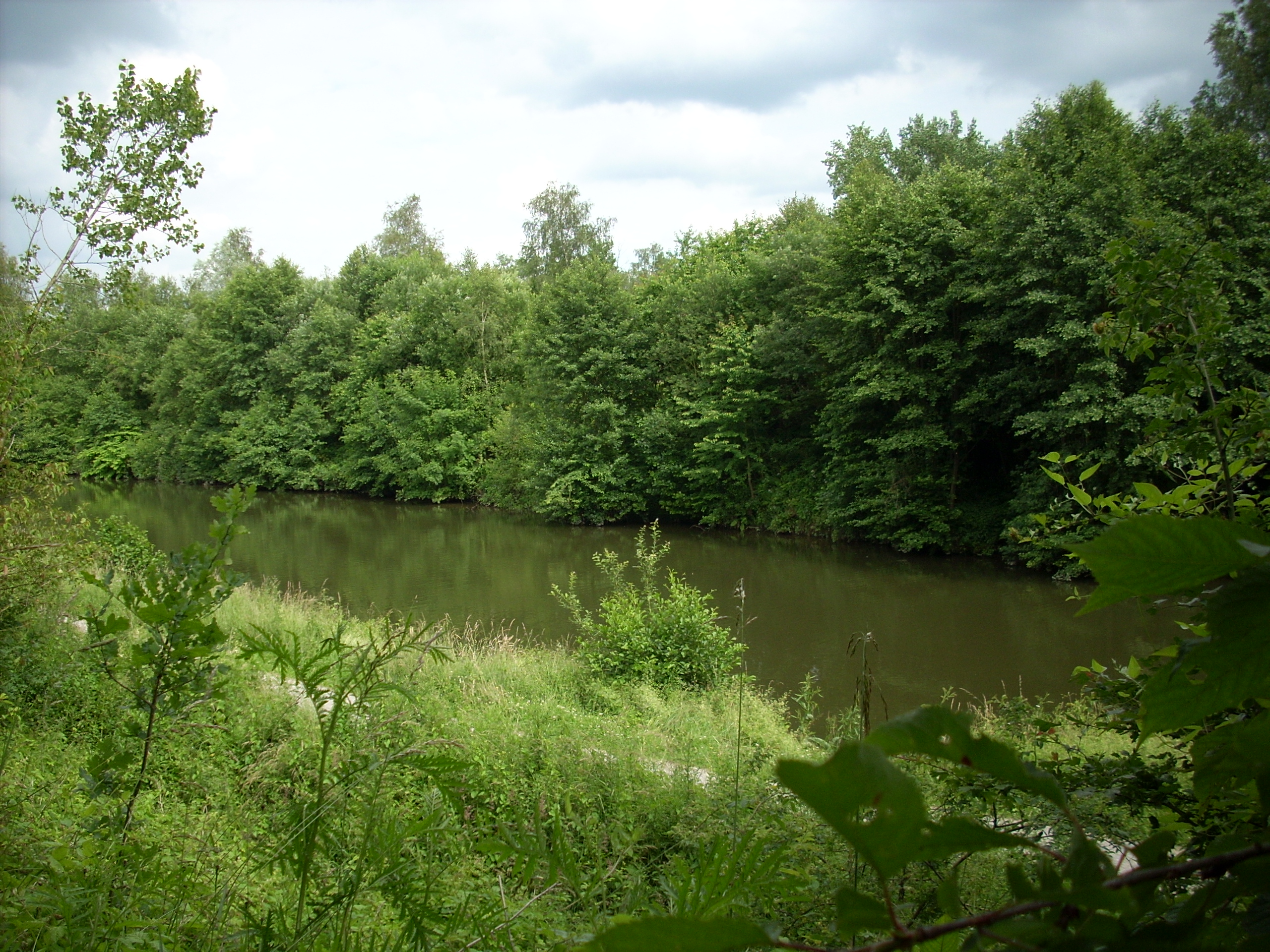
Boussois, la Sambre à l’endroit où la chaussée Brunehaut la franchissait.
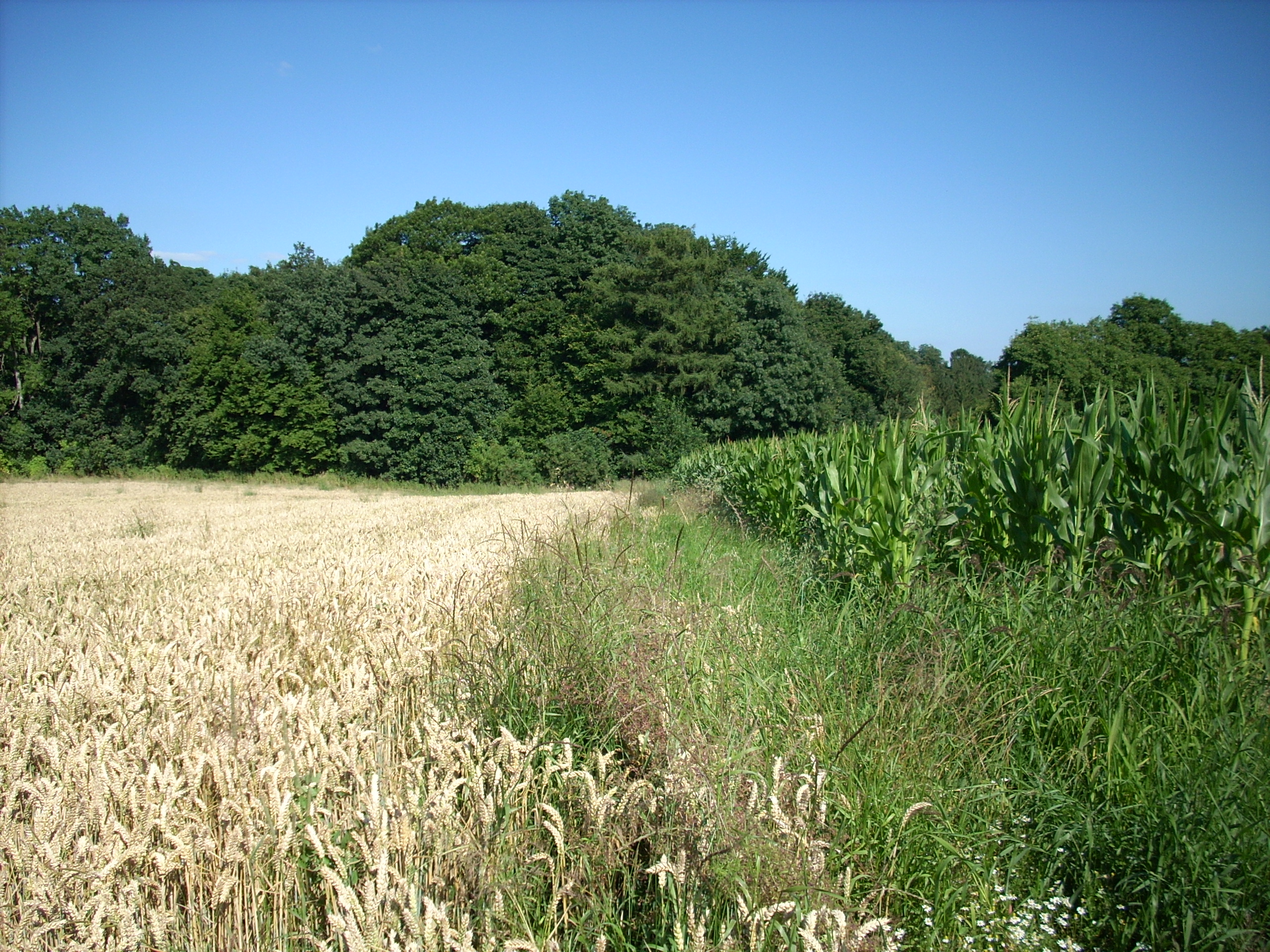
Montignies-Saint-Christophe, chaussée Brunehaut arrivant sur la vallée de la Hantes
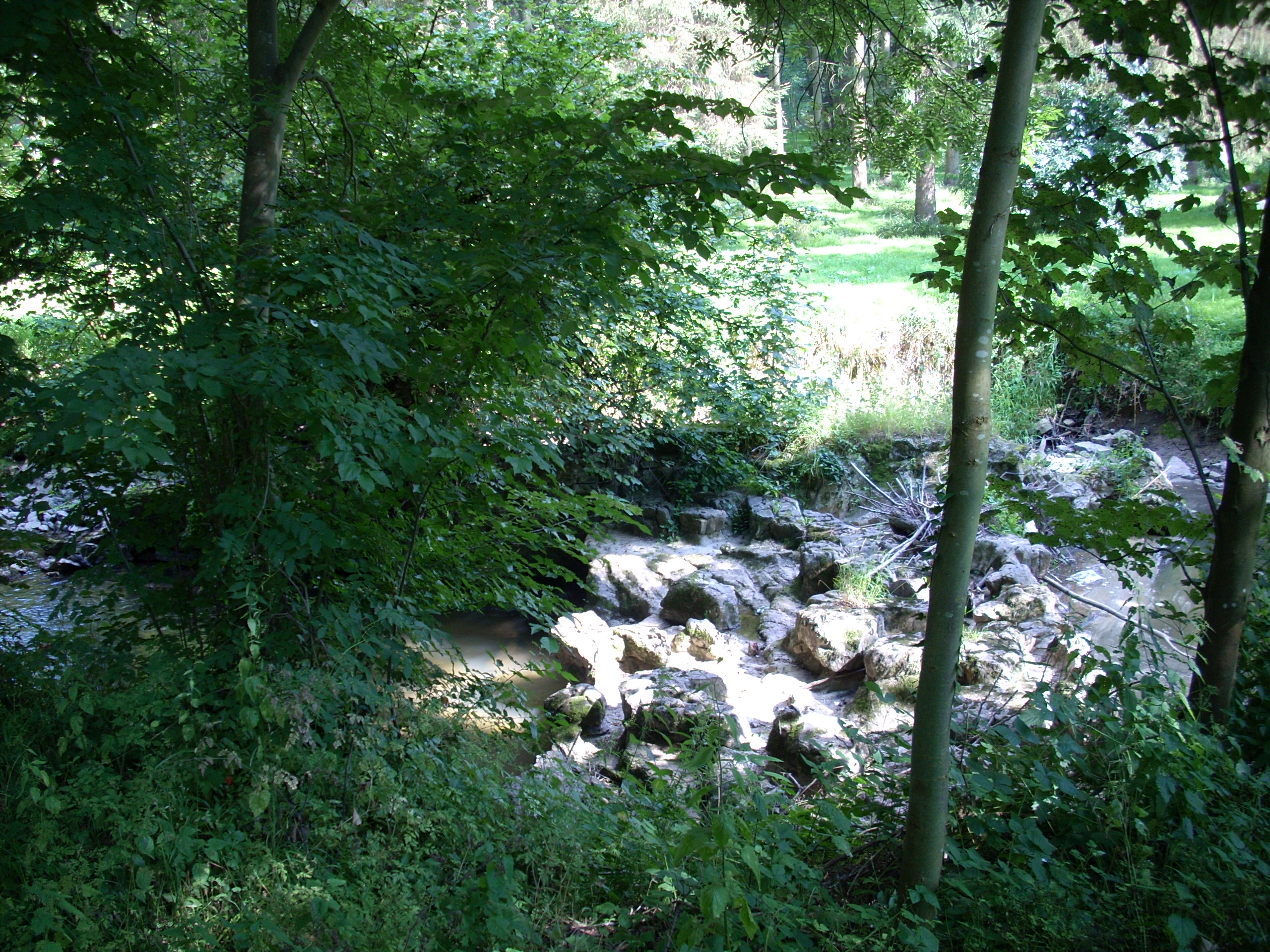
Chaussée Brunehaut, passage de la Hantes
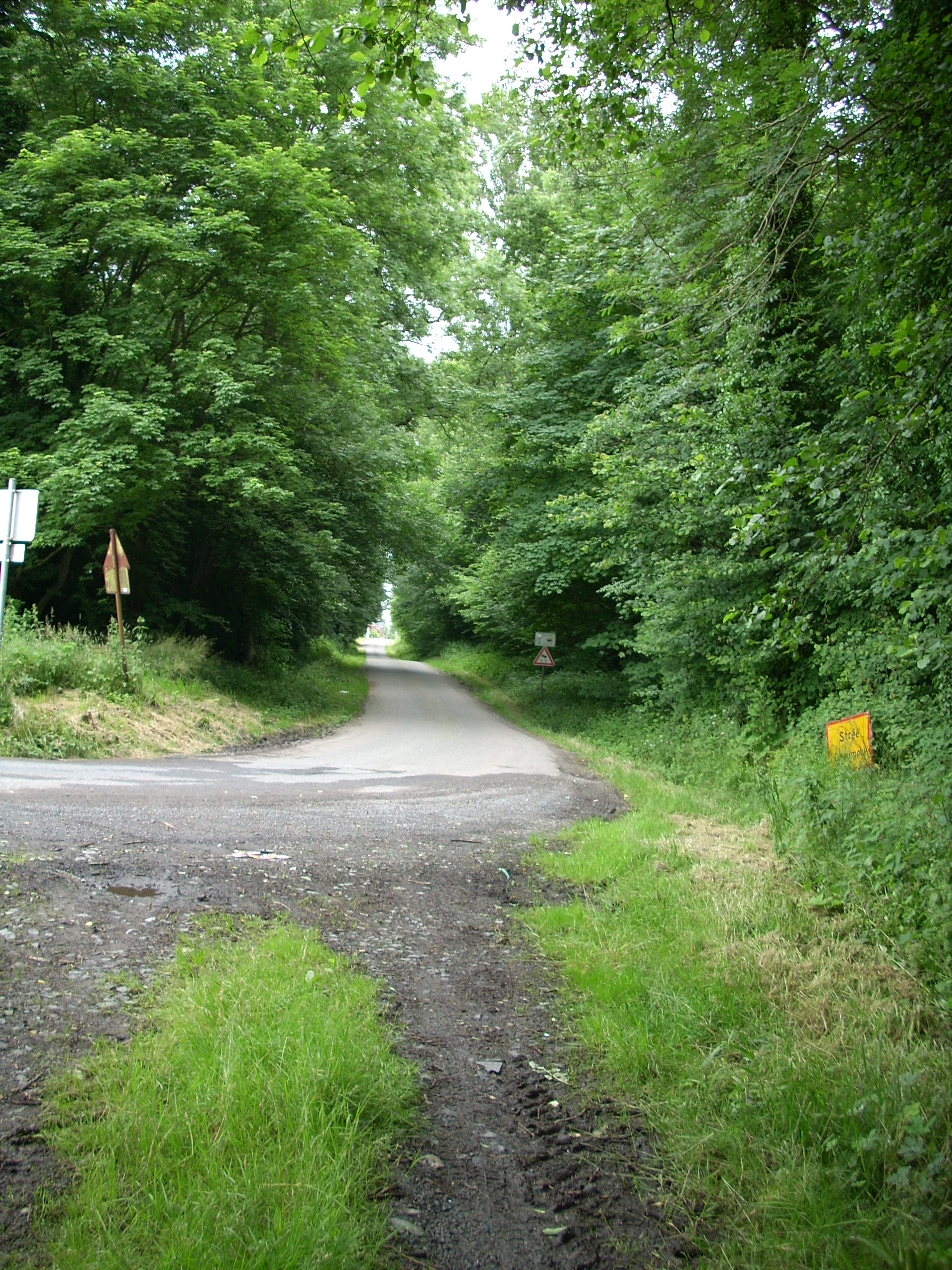
Strée, chaussée Brunehault
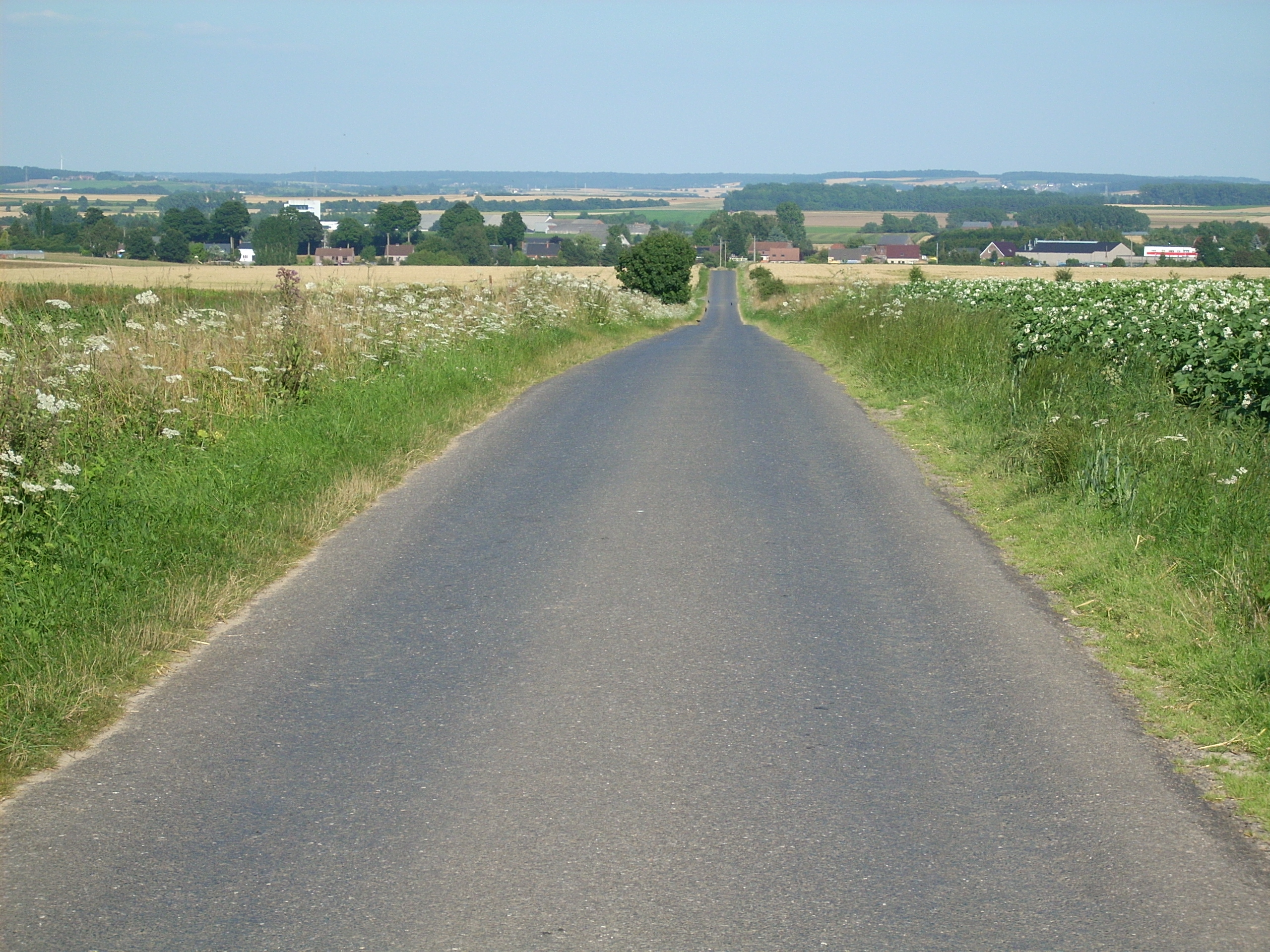
Strée, chaussée Brunehault. Près de l’horizon et dans l’axe, la chaussée fait la lisière du bois.
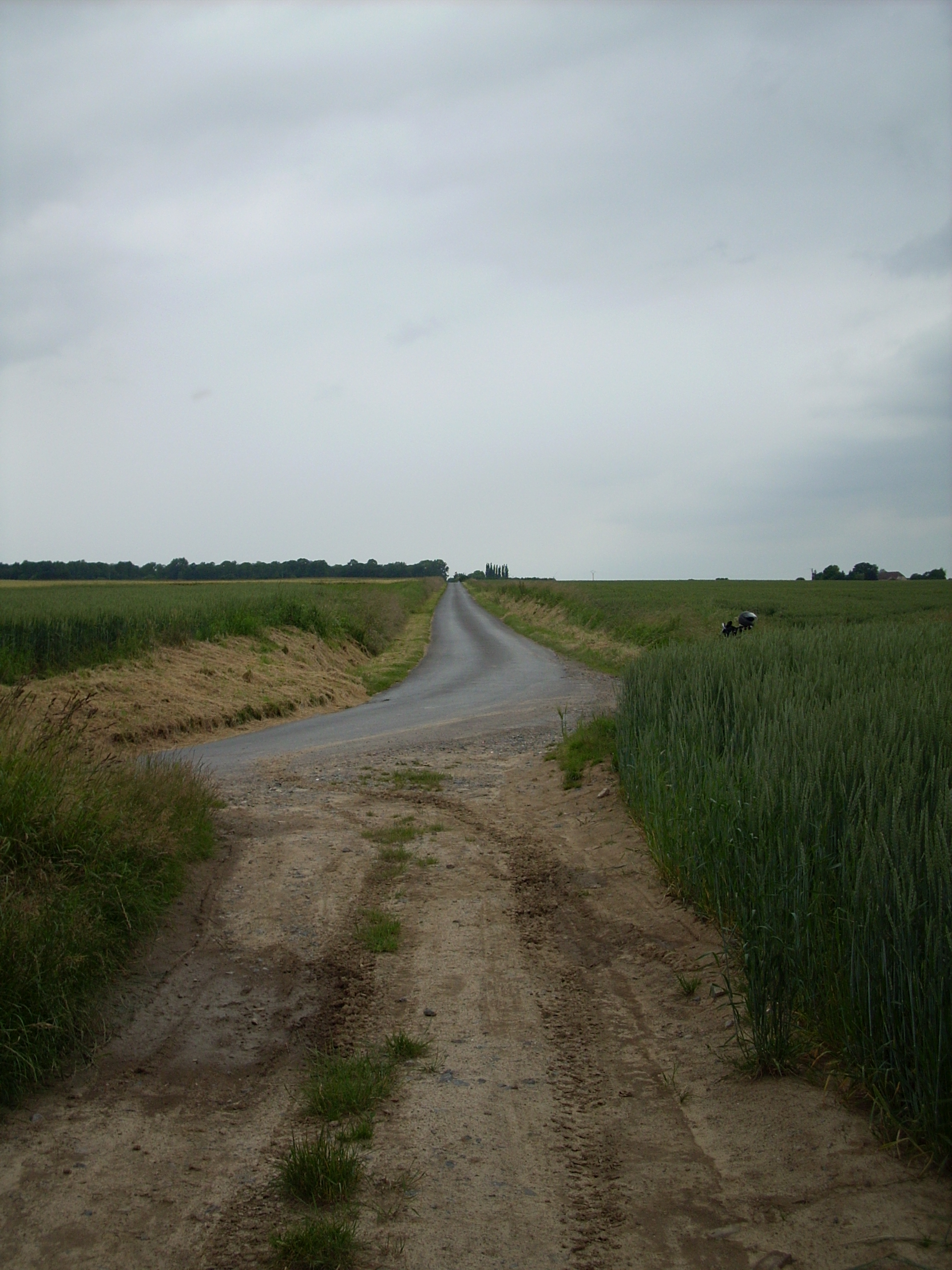
Strée, chaussée Brunehault
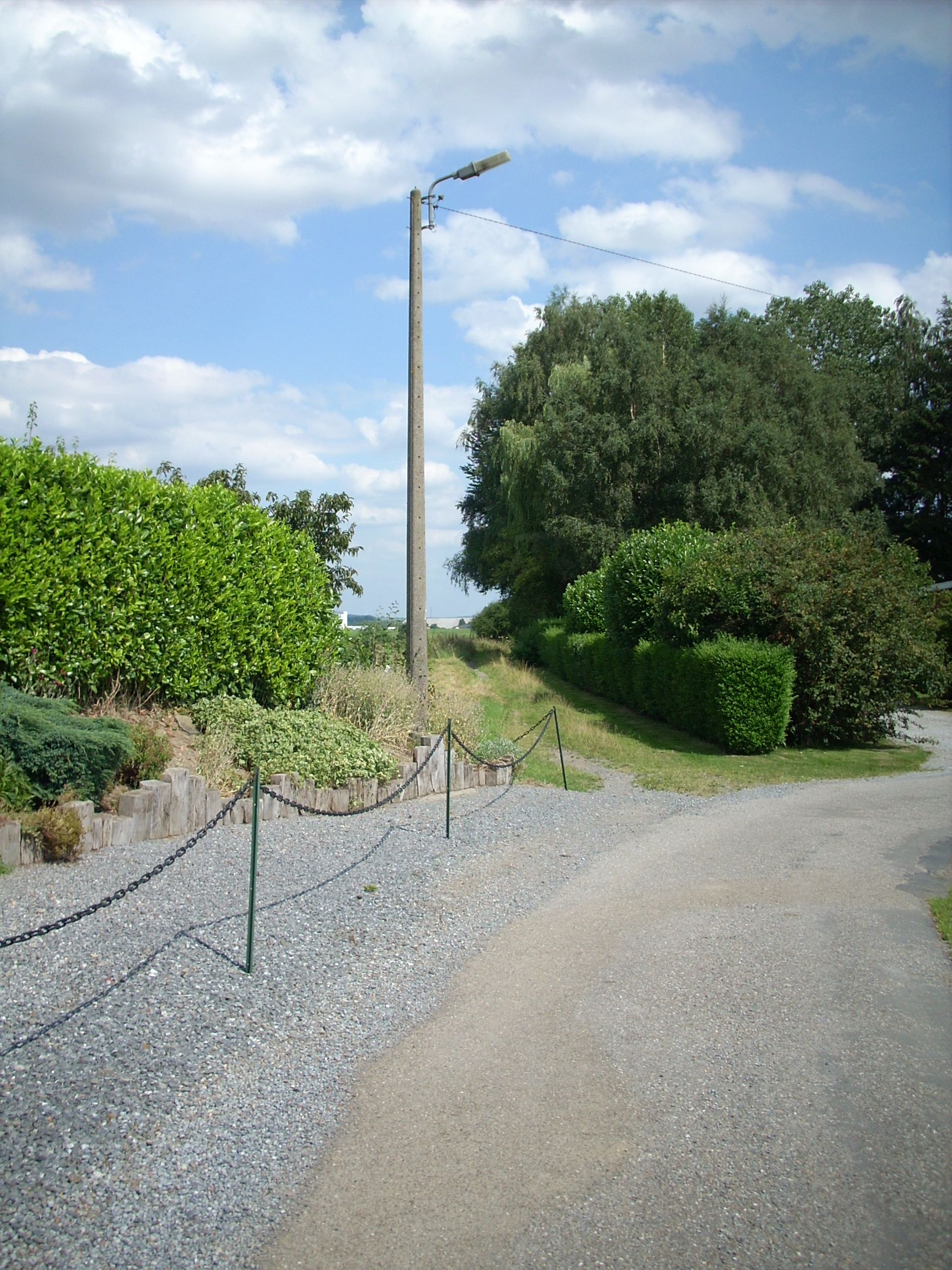
La rue Poschet descend vers le village de Strée, tandis que la voie antique continue tout droit.
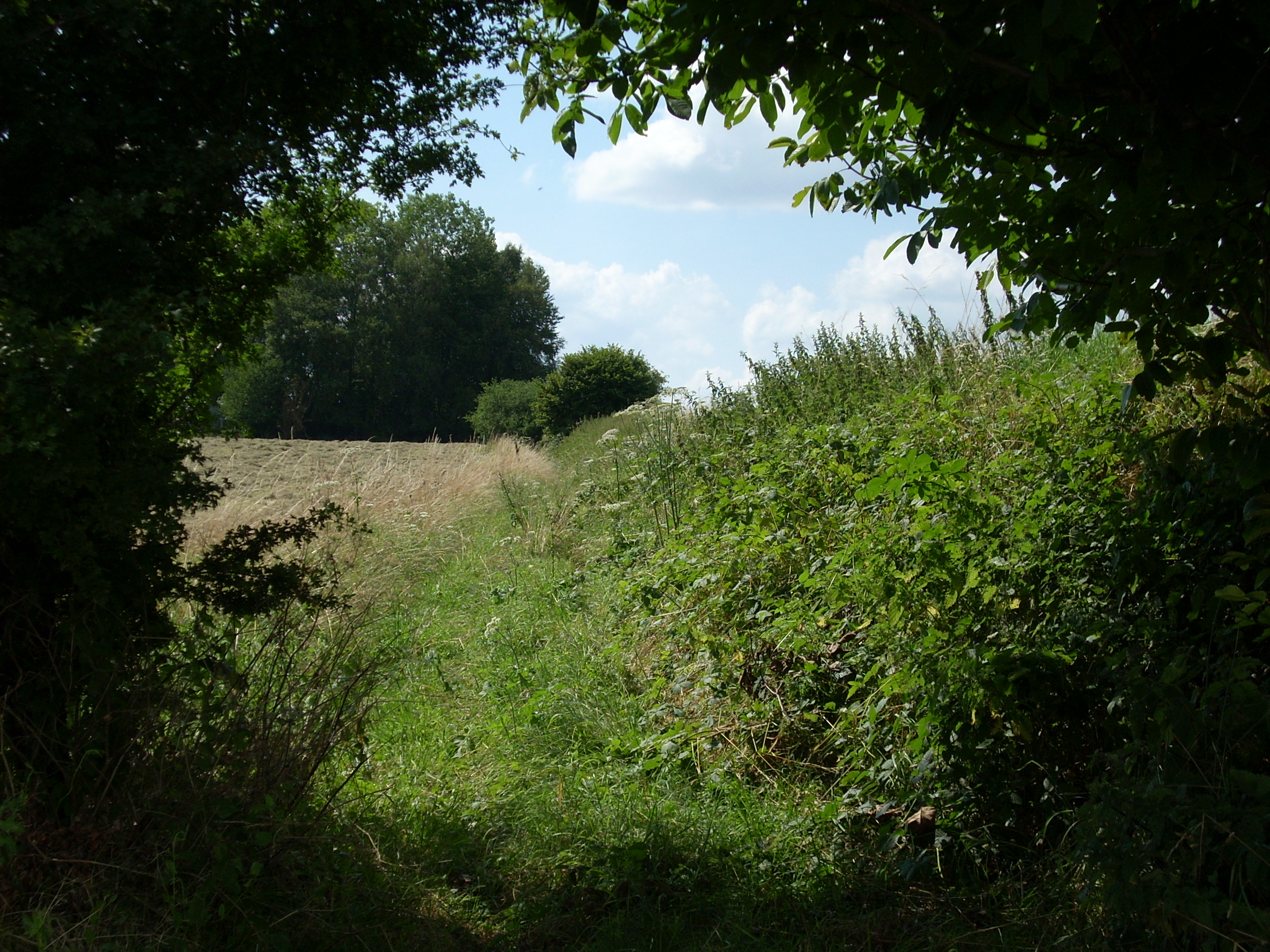
Chemin remontant du gué du ruisseau de Donstiennes vers la rue Poschet à Strée.
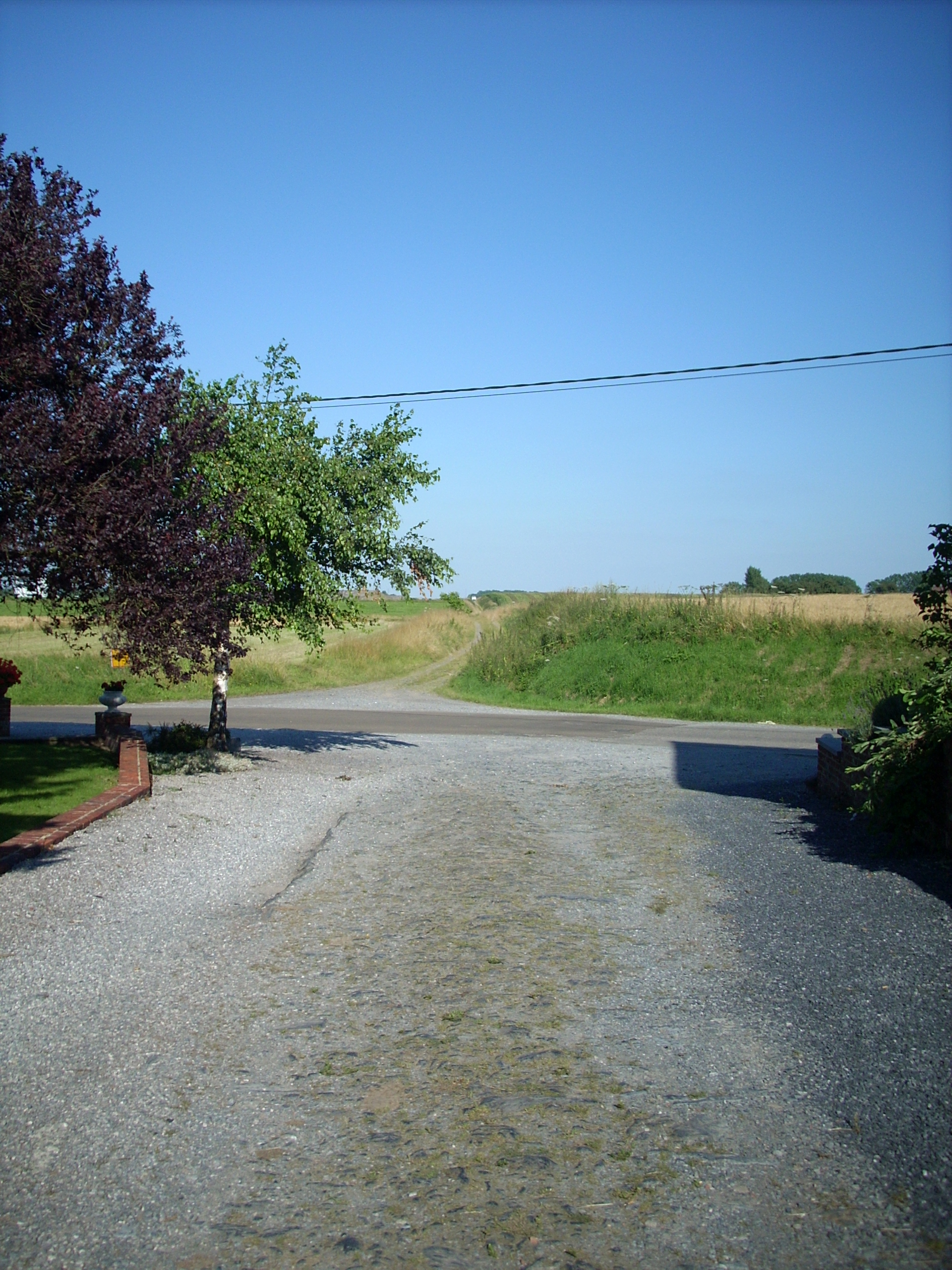
Très anciens pavés, rue du Bidaudus ? à Donstiennes
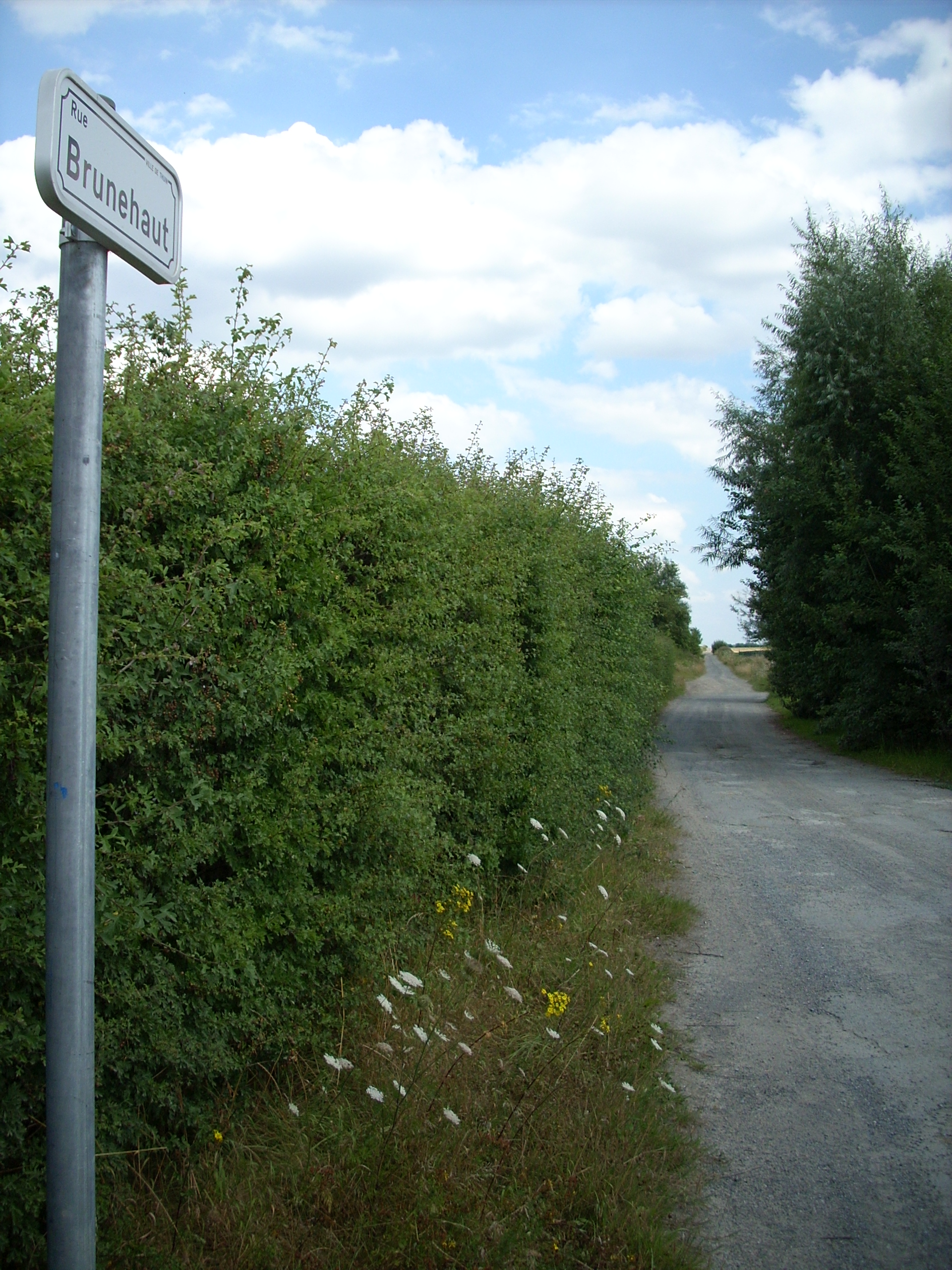
Chaussée Brunehaut. Rue Brunehaut à Donstiennes, commune de Thuin.
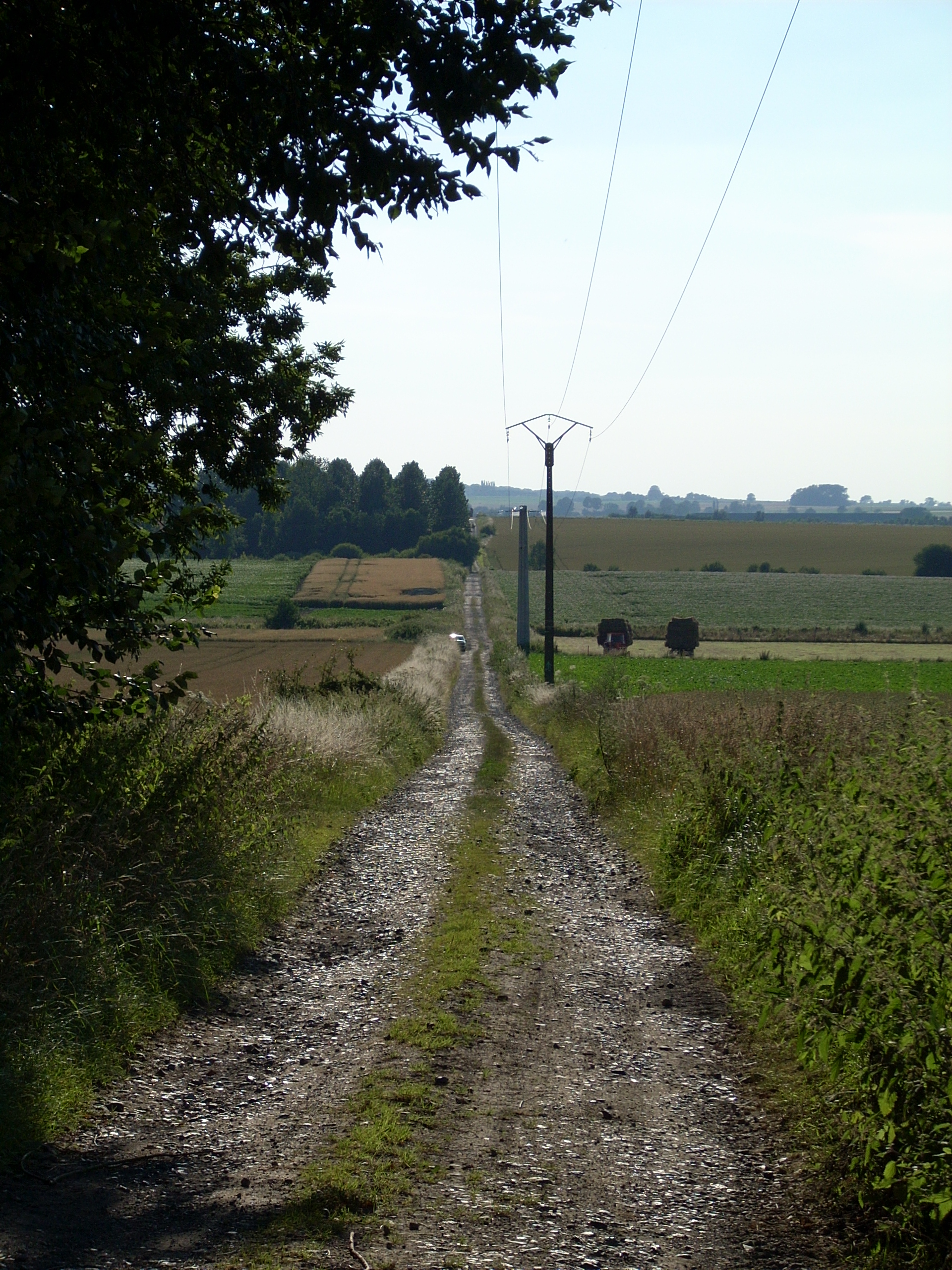
Donstiennes, rue Brunehault, limite des provinces de Namur et du Hainaut.